# Vampire: The Masquerade - Redemption
Vampire: The Masquerade – Redemption er et computerrollespil udgivet til pc den 7. juni 2000 af Activision. I spillet følger man eventyret i rollen som en fransk korsfarer, Christof Romuald, gennem Prag og Wien i middelalderen og moderne London og New York. Spillet er baseret på bordrollespillet Vampire: The Masquerade. Spillets grafik var relativt avanceret for sin tid, med f.eks. daværende nye effekter såsom flere skygger renderet dynamisk fra in-game lyskilder. Redemption indeholder også en multiplayer del, hvor en spiller blandt andet kan tage rollen som Dungeon Master. Som beskrevet ovenfor foregår spillet over flere tidsaldre, en middelalderlig som starter omkring år 1141 og en moderne der slutter ved årtusindskiftet 2000. Hver del spilles vidt forskelligt, blandt andet på grund af den teknologiske udvikling. Næsten alle af de tretten vampyr klaner er repræsenteret i spillet, med undtagelse af Ravnos.

## Plot
Historien starter i 1141 da Christof Romuald, der er på korstogs-rejse gennem Mährens bjerge bliver ramt i maven af en pil. Derefter bliver han efterladt bevidstløs hos nonnen Anezka i Prag, der plejer hans sår og da han vågner falder de for hinanden. Før han kan nå at komme sig, må han efter krav fra ærkebiskoppen af byen drage til de nærliggende sølvminer, for at dræbe Ahzra fra Tzimisce-klanen. Hans hjemkomst til Prag ikke går ubemærket hen hos de lokale vampyrledere, og snart herefter bliver han "Embraced" (forvandlet til en vampyr) af lederen for Brujah-klanen Ecaterina den Vise, for at øge mængden af vampyrer i forberedelse til en indbyrdes kamp mellem vampyrklanerne. Efter at være blevet gjort til en af de udøde, må den passionerede korsridder indse at han er afviget fra sin religiøse overbevisning for længe siden; han er og bliver kun en verdslig soldat. Men hans oprørske natur får ham til at forsøge, at finde en måde at forløse hans sjæl på, ved at genvinde sin dødelige tilstand. Men inden længe, som gengældelse for Ahzra, bliver Anezka kidnappet og forvandlet til en ghoul (væsen afhængig af vampyrblod). Dette får Christof til at ændre kurs, da han nu bliver ødelagt af skyldfølelse, fordi han føler at hun er ledt i synd på grund af ham. Derfor sværger han at jagte de vampyrer der tog hende og genskabe hendes menneskehed.
I sin søgen som nu magtfuld vampyr, må han lære at erobre sin mørke side og få erfaring med sine nye Disciplines (vampyrkrafter) for at bekæmpe den verden af mørke, der udfolder sig foran ham. Desto mere han lærer om denne ny verden han nu er en del af, jo mere må han samtidig kæmpe for at bevare sin menneskelighed og den tro, han engang havde som en hellig ridder.
Da han endelig finder hende i slottet Vyšehrad, bliver han efter en kamp begravet under tonsvis af murbrokker og vågner først flere århundreder senere i den moderne verden, og står over for en helt ny række udfordringer. Christof finder til sidst de vampyre, der er ansvarlige for kidnapningen af sin store kærlighed, men opdager at den gudfrygtige kvinde som han forelskede sig i, nu har ændret personlighed og afskyr ham for hans følelser. Gennem de mange århundreder har hun sammen med de infernalske Tzimisce forsøgt at afværge Gehenna (vampyrernes dommedag) ved at destruere alle Antediluvians (klan-faderne) før de, ifølge en profeti skulle vågne og ude af sig selv af tørst slukke den på alt med blod. 
Spillet har tre forskellige slutninger, alt afhængigt af hvilke valg man træffer i spillet, som påvirker Christofs Humanity-niveau. (skala for menneskelighed) Selvom det ikke er præciseret i spillet, foregår hans søgen i Wien ca. omkring 200-300 år efter hans forvandling, da man f.eks. på den tid havde de rustninger man kan købe der, samt de astronomiske ure.

## Spiller figurer (PCs)
Udover Christof Romuald, som er stemmelagt af Nicholas Guest, som også optræder i White Wolf Publishings Brujah-klan roman, kan man gennem spillet styre følgende figurer:

### Wilhem Streicher
Er en 10. generations Brujah, der tjener under Prags Brujah Primogen Ecaterina the Wise (Ecaterina den Vise). Han er en utraditionel Brujah, kendt for sin fattethed trods sin klans historie for rebelske elementer. Han følger Christof på sin første opgave og lære ham at bruge sine nye kræfter. Senere slutter han og Ecaterina slutter sig til Sabbat, imens Christof er i Torpor til år 1999, uvidende om at han stadig er i live. Michael Benyaer har lagt stemme til ham.

### Serena
Er Childe af Garinol, leder af Cappadocian-klanen i Prag. Som alle Cappadocianer har hun en mere ligagtig fremtoning, men har formået at beholde en vis del af sin naturlige skønhed. Efter at Christof hjalp Garinol med en rebelsk Childe, giver han Serena lov til at rejse med ham og virke som rådgiver. Det er usandsynligt, at hun har overlevet til den moderne tidsalder på grund af klanens formodet totaludslettelse omkring år 1444. Tara Strong har lagt stemme til hende.

### Erik
Christof finder en Gangrel, Erik tilfangetaget i Prag af Ardan, en Tremere der er begyndt at bortføre både mennesker og vampyrer for at masseproducere Gargoiler, i kampen med Tzimisce klanen. Efter at være blevet reddet sværger Erik troskab til Christof indtil så længe han måtte have brug for ham. Temperamentsfuld, men absolut hæderlig og pålidelig – Som de fleste i Gangrel-klanen er han fysisk stærkere end andre vampyrer, hvilket dog ikke forhindre hans endeligt i Wien.

### Pink
Er den første vampyr som Christof møder i London, efter han er vågnet af Torpor. Han påstår at være Brujah og hjælper Christof med at lære den nye tidsalder at kende. Senere er det afsløret, at han i virkeligheden hedder Abdul Al-Hazim og er en vampyr fra Assamite-klanen. Curtis Armstrong har lagt stemme til ham.

### Lily
Er en Toreadoransk sanger, der er kidnappet at Setite-klanen, som har Blood-bound (blod-bundet) hende som prostitueret i deres tempel dedikeret til Seth i London, hvorfra hun bliver reddet af Christof og Pink. Da hun ikke er særlig gammel, i forhold til hendes nye ledsagere, er hun ikke særlig stærk men forsøger at yde følelsesmæssig støtte til Christof.

### Samuel
Samuel fra Nosferatu-klanen følger sekten Camarilla, så da han rejser til Sabbat-kontrollerede New York bliver han forsøgt overfaldet af lokale klansfæller, hvilket bliver forhindret af Christof som inkludere ham i hans klike, trods Pinks protester.

## Modtagelse
Redemption fik en blandet modtagelse. Dog blev det generelt hyldet som et "godt spil", trods bugs og andre konstruktionsfejl ved udgivelsen. De fleste af disse blev rettet i fremtidige patch.

## Priser
- E3 1999 Game Critics Awards: for bedste RPG [2]